# Cleptophasia scissa
Cleptophasia scissa är en fjärilsart som beskrevs av W. Warren 1909. Cleptophasia scissa ingår i släktet Cleptophasia och familjen tandspinnare. Inga underarter finns listade i Catalogue of Life.